# Борго-Сан-Сіро
Борго-Сан-Сіро, Борґо-Сан-Сіро (італ. Borgo San Siro, п'єм. Borgo San Siro) — муніципалітет в Італії, у регіоні Ломбардія,  провінція Павія.
Борго-Сан-Сіро розташоване на відстані близько 470 км на північний захід від Рима, 27 км на південний захід від Мілана, 12 км на північний захід від Павії.
Населення — 1040 осіб (2014).

## Демографія
Населення за роками:

Станом на 1 січня 2023 року в муніципалітеті офіційно проживало 75 іноземців з 15 країн, серед них 35 громадян країн Євросоюзу та 2 громадяни України.

## Сусідні муніципалітети
- Берегуардо
- Гамболо
- Гарласко
- Тромелло
- Віджевано
- Церболо